# كارمل بيرد
كارمل بيرد (بالإنجليزية: Carmel Bird)‏ (31 أغسطس 1940، لاونسستون في أستراليا)؛ روائية أسترالية. درست في جامعة تسمانيا.